# John Crowe Ransom

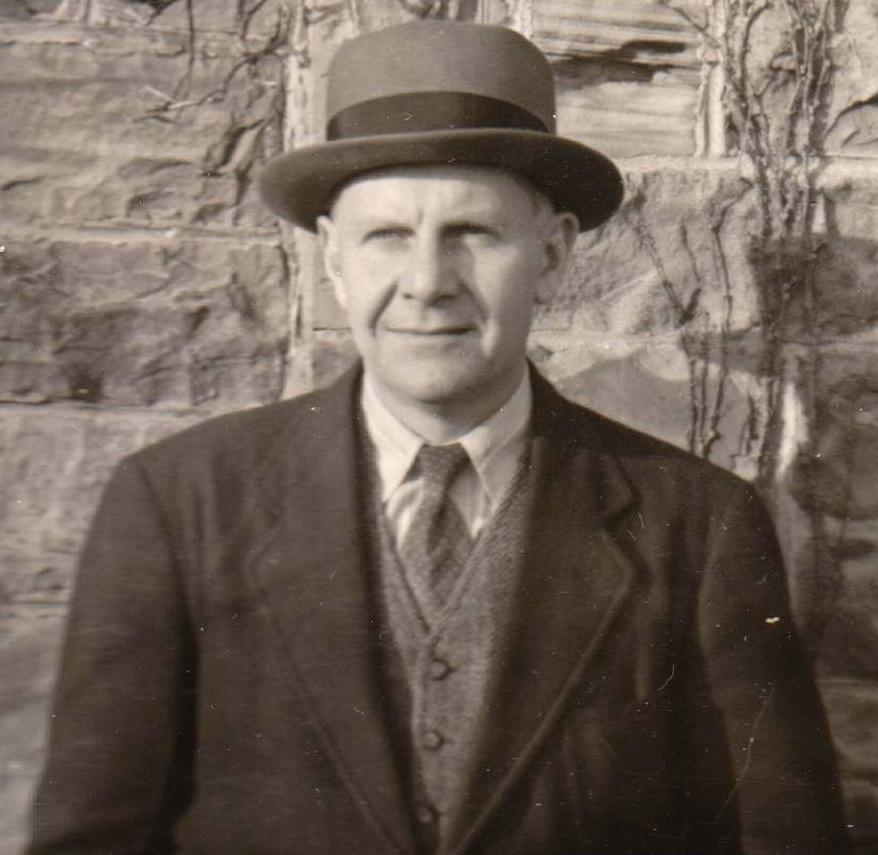
John Crowe Ransom (1941)

John Crowe Ransom (* 30. April 1888 in Pulaski, Tennessee; † 3. Juli 1974 in Gambier, Ohio) war ein amerikanischer Schriftsteller und Kritiker.

## Leben
Ransom studierte an der Vanderbilt University in Nashville. Bis 1937 lehrte er dort auch. Er gehörte den Fugitives an und publizierte deren Weltsicht 1930 in I'll take my stand. The South and the agrarian tradition.
Von 1937 bis 1958 war Ransom Professor für englische Literatur am Kenyon College in Gambier.
1939 gründete er die Zeitschrift The Kenyon Review. Dort und in The new criticism (1941) vertrat er das Programm des New Criticism.
1953 wurde Ransom in die American Academy of Arts and Sciences und 1965 in die American Academy of Arts and Letters gewählt.

## Werke (Auswahl)

### Essays / Literaturkritik
- God without thunder, an unorthodox defense of orthodoxy (1930)
- The world’s body (1938)
- The new criticism (1941)
- The Kenyon critics (1951)
- Beating the bushes (1972)

### Lyrik
- Selected poems (1945)